# أولي يوهان دال
أولي يوهان دال (بالنرويجية: Ole-Johan Dahl)‏ (ولد في 12 أكتوبر 1937 وتوفي في 29 يونيو 2002) عالم حاسوب نرويجي، اشتهر في مجال علم الحاسوب بمساهماته في سيمولا (لغة برمجة) وبرمجة كائنية التوجه، فاز بجائزة تورنغ في عام 2001.